# Pseudocalliergon trifarium
Pseudocalliergon trifarium là một loài Rêu trong họ Amblystegiaceae. Loài này được (F. Weber & D. Mohr) Loeske miêu tả khoa học đầu tiên năm 1907.